# Prexaspes olivaceus
Prexaspes olivaceus är en insektsart som beskrevs av Lucien Chopard 1911. Prexaspes olivaceus ingår i släktet Prexaspes och familjen Pseudophasmatidae. Inga underarter finns listade i Catalogue of Life.